# Aragua mamestrina
Aragua mamestrina är en fjärilsart som beskrevs av W. Warren 1904. Aragua mamestrina ingår i släktet Aragua och familjen mätare. Inga underarter finns listade i Catalogue of Life.